# زوران بافلوفيتش (لاعب كرة قدم)
زوران بافلوفيتش (بالصربية: Зоран Павловић)‏ هو لاعب كرة قدم صربي في مركز الهجوم، ولد في 4 سبتمبر 1961 في Federal People's Republic of Yugoslavia ‏. لعب مع أوليمبياكوس فولو والنجم الأحمر بلغراد ونابريداك كروشيفاتس.